# ジャン＝マルク・ステーレ
ジャン＝マルク・ステーレ（Jean-Marc Stehlé、1941年 - ）は、スイスの舞台美術家、俳優である。フランスでも多く活動している。

## 人物・来歴
1941年（昭和16年）、スイスのジュネーヴ州ジュネーヴで生まれる。ジュネーヴ装飾美術学校を卒業する。
1963年（昭和38年）、22歳のころから、40年にわたり、スイスのフランス語圏で舞台美術家として活動している。ミシェル・シモンの子息のフランソワ・シモン、シャルル・アポテロス、ベノ・ベッソン、ロジェ・ブラン、マチアス・ラングホフといった名だたる演出家の舞台を設計した。
1980年（昭和55年）、39歳のころ、ベルナール・トゥブラン＝ミシェル監督によるフランスのテレビ映画『La Grotte aux loups』に俳優として出演、以降、映画俳優としての活動が増える。1985年（昭和60年）、44歳のころ、フランシス・ロイセール監督の『デルボランス』（Derborence）で映画の美術を初めて手がけ、出演もした。
2010年（平成22年）公開のジャン＝リュック・ゴダールの映画『ゴダール・ソシアリスム』に出演している。

## おもなフィルモグラフィ
- La Grotte aux loups 監督ベルナール・トゥブラン＝ミシェル、1980年 - 出演
- Polenta 監督マヤ・シモン、1982年 - 出演
- 『デルボランス』 Derborence 監督フランシス・ロイセール、1985年 - 出演・美術
- 『ロミュアルドとジュリエット』 Romuald et Juliette 監督コリーヌ・セロー、1989年 - 出演・美術
- L'ombre du doute 監督アリーヌ・イセルマン、1993年 - 出演
- 『王妃マルゴ』 La reine Margot 監督パトリス・シェロー、1994年 - 出演
- 『女はみんな生きている』 Chaos 監督コリーヌ・セロー、2001年 - 出演
- 『イザベル・アジャーニの惑い』、監督ブノワ・ジャコ、2002年
- 『ボン・ヴォヤージュ』 Bon voyage 監督ジャン=ポール・ラプノー、2003年 - 出演
- 『チャーリーとパパの飛行機』 L'avion 監督セドリック・カーン、2005年 - 出演
- 『マリー・アントワネット』 Marie Antoinette 監督ソフィア・コッポラ、2006年 - 出演
- Call Me Agostino 監督クリスティーヌ・ロラン、2006年 - 出演
- 『ゴダール・ソシアリスム』、監督ジャン＝リュック・ゴダール、2010年

## 関連事項
- ジュネーヴ装飾美術学校 （fr:l'Ecole des Arts décoratifs de Genève）
- ミシェル・シモン （fr:Michel Simon）
- フランソワ・シモン （fr:François Simon (acteur)）
- シャルル・アポテロス（fr:Charles Apothéloz）
- ベノ・ベッソン（en:Benno Besson）
- ロジェ・ブラン（en:Roger Blin）
- マチアス・ラングホフ（fr:Matthias Langhoff）

## 註
1. 1 2 3 4  #外部リンク欄、インタヴュー記事「Jean-Marc Stehlé, l'expérience des extrêmes」リンク先の記述を参照。
2. ↑  Internet Movie Databaseの「Jean-Marc Stehlé」の項、およびワイルド・バンチによる公式サイト「Socialisme」の記述を参照。2009年7月18日閲覧。